# Caraque (Paquistão)
Caraque ou Queraque (em árabe: الكرك; romaniz.: al-Karak ou al-Kerak) é uma cidade do Paquistão localizada na província de Caiber Paquetuncuá. Segundo censo de 2017, havia 51 149 habitantes.